# Laotiaanse Revolutionaire Volkspartij
De Laotiaanse Revolutionaire Volkspartij (Laotiaans: ພັກປະຊາຊົນປະຕິວັດລາວ, Phak Pasason Pativat Lao, PPPL) is de enige in Laos toegestane politieke partij. De LRVP ontstond in 1972 als voortzetting van de Laotiaanse Volkspartij. De eerste voorzitter van LRVP was prins Souphanouvong. Tot zijn dood in 1992 was Kaysone Phomvihane secretaris-generaal (sinds 1991: voorzitter) van LRVP. De militaire vleugel van de LRVP was de Pathet Lao. De ideologie van de LRVP was oorspronkelijk het marxisme-leninisme, maar na 1991 liet men die ideologie vallen.
De partijleider (voorzitter) van de LRVP is de facto de machtigste politicus van Laos en wordt meestal ook verkozen tot president. De huidige voorzitter en president is sinds 2021 Thongloun Sisoulith.